# الدورة الاستثنائية الرابعة لمؤتمر القمة الإسلامي
عقدت الدورة الاستثنائية الرابعة لمؤتمر القمة الإسلامي من قبل منظمة التعاون الإسلامي في مكة المكرمة يومي 14 و 15 أغسطس 2012 الموافق 26 و27 رمضان 1433. كان مكان انعقاد المؤتمر في قصر الصفا بمكة المكرمة.

## خلفية
نظمت هذه القمة ردا على تزايد العنف في الحرب الأهلية السورية.

## القضايا المطروحة
- تعزيز التضامن الإسلامي.
- التشديد على أن الإصلاح والتطوير أمر متجدد ومستمر يتحمله أبناء الأمة.
- التأكيد على أن قضية فلسطين هي القضية المركزية للأمة الإسلامية، وضرورة إنهاء الاحتلال الإسرائيلي للأراضي الفلسطينية والعربية المحتلة، واستعادة مدينة القدس والمحافظة على طابعها التاريخي والإسلامي.
- التأكيد على ضرورة صون وحدة سوريا وسيادتها واستقلالها وسلامة أراضيها،ة ويدين بشدة استمرار إراقة الدماء في سوريا ويحمل السلطات السورية مسؤولية استمرار أعمال العنف وتدمير الممتلكات.
- استنكار التهميش التاريخي لجماعة الروهنجيا المسلمة.
- التأكيد على أن الإسلام هو دين الوسطية والانفتاح.
- إدانة الإرهاب بجميع أشكاله وصوره ورفض أي مبرر أو مسوغ له.
- القلق من تصاعد ظاهرة الربط بين الإسلام والإرهاب.
- ضرورة العمل الجماعي لإبراز صورة الإسلام الحقيقية وقيمه السامية.
- التأكيد على أن حوار الحضارات هو السبيل الأمثل لتجسيد قيم الاحترام والفهم المتبادلين والمساواة بين الشعوب.
- يرحب المؤتمر بزيادة حجم التجارة بين الدول الأعضاء في المنظمة.
- التعاون بين الدول الأعضاء في مجال بناء القدرات ومكافحة الفقر والبطالة ومحو الأمية واستئصال الأمراض.
- دعم و تنشيط التعاون بين الدول الأعضاء في المنظمة لتحقيق التنمية الزراعية والصناعية.
- دعم التنمية في إفريقيا ومبادرة النيباد.
- اعتماد إجراءات محددة وواضحة المعالم للنهوض بالعلم والتكنولوجيا والإبداع والتعليم العالي.[4]